# Kristendom i romerska riket
Romerska riket hade under större delen av sin existens en polyteistisk religion som ett slags statsreligion. Boende i romarriket förväntades årligen delta i ett begränsat antal offentliga religiösa ceremonier, men i övrigt fanns en mycket stor tolerans för andra religioner så länge som de inte utnyttjades till att uppvigla mot romarna. Det fanns också bland allmänheten en mängd trosuppfattningar vid sidan av de ”officiella” gudarna, och allteftersom riket expanderade blev också många andra trosuppfattningar representerade, såsom judendomen. Därför lämnades kristendomen från början i stort ostörd. Denna respit gav de kristna missionärerna möjlighet att sprida kristendomen under ett antal år innan kejsaren beslutade att slå ner på dem av olika skäl.
Efter att kejsardömet infördes fick kejsarna så småningom en gudaliknande status – vid sidan av dyrkan av de gamla gudarna fick kejsardyrkan en allt mer dominant officiell roll.

## Ursprung
Kristendomen har sitt ursprung ur dåtidens judiska Palestina. Palestina var vid tiden för kristendomens framträdande en del av det romerska riket. När Jesus levde så spreds aldrig kristendomen, men relativt snart efter korsfästelsen så började apostlarna sprida den till de kringliggande länderna. De missionsresor som man bäst känner till är de som genomfördes av Paulus. Han reste igenom och predikade i en stor del av de kringliggande länderna och startade även upp ett antal församlingar, bland annat i Grekland. De första kristna församlingarna utanför Judéen/Palestina bildades dock i Antiochia strax före Paulus insatser. Även en del andra missionärer reste runt bland de kringliggande länderna och predikade evangeliet. Relativt tidigt startades församlingar i bland annat Pergamus, Thyatira, Sardes, Filadelfia, Laodicea, Efesus och Smyrna. Dessa brukar kallas de sju församlingarna i mindre Asien. Senare så uppkom fler församlingar både i mindre Asien och i flera andra delar av romarriket.
Det uppskattas att de första apostlarna kom till Rom cirka år 42. Enligt romersk‐katolsk tradition så var Petrus den första aposteln att besöka Rom, men det finns inga konkreta bevis för detta. Vad man vet är att Paulus besökte Rom år 63, då han satt i husarrest under två års tid i väntan på dom. Paulus resa till Rom beskrivs i kapitel 27 och 28 i Apostlagärningarna. Paulus transporterades som fånge till Rom efter att han vädjat till kejsaren vid ett tillfälle då de ledande judarna i Jerusalem hade anklagat honom för brott och fått honom fängslad två år tidigare.

## Förföljelserna
Efter ett tag så började Rom se de kristna som ett hot. En av de främsta anledningarna till detta var sannolikt den mycket snabba tillväxten hos den kristna kyrkan. Den mest kända av de romerska kejsarna som förföljde de kristna är nog kejsar Nero (37–68). År 64 startade en stor brand i Rom, vilken kejsaren skyllde på de kristna. Misstankar restes (främst från kristet håll) att det var kejsaren själv som hade startat branden för att få en anledning att ge sig på de kristna. Efter branden så startade en massiv förföljelse av de kristna i Rom, under vilken bl.a. apostlarna Paulus och Petrus avrättades. Den förföljelsen var massiv, men än så länge till största delen inskränkt till huvudstaden.
Det följande århundradet fick de kristna utöva sin religion relativt ostört. De som utövade den nya religionen var fortfarande relativt få och den romerska statsmakten lät dem för det mesta hållas. Under slutet av 100‐talet började emellertid att antalet utövare att växa snabbt. De kristna med sin tro på en gud gjorde det omöjligt att acceptera kejsardyrkan. Statsmakten i sin tur började därför se de kristna som ett hot eftersom de blev allt fler. Under slutet av 100‐talet och in i 200‐talet accelererade därför förföljelserna drastiskt och vidgades även till resten av riket.
Trots svåra förföljelser fortsatte medlemsantalet i de kristna församlingarna att öka. Förföljelserna blev än värre under 200‐talets andra hälft men en vändning var nära förestående. Under kejsar Diocletianus år 302 skedde de sista riktigt stora statsstödda förföljelserna.
Under tiden fram till 313 då kristendomen blev förklarad laglig avrättades tiotusentals kristna, och bland dem flera biskopar och andra ledare inom kristendomen. En del av de kristna lät sig dock avsäga sin tro för att rädda livet.

## De kristnas liv i Rom
Som en följd av förföljelserna levde de kristna ett ganska dolt liv i Rom. De firade gudstjänst i hemmen, och tilläts inte bygga några egna kyrkor och begravde sina döda i katakomber. De kristna ansåg att man skulle begrava de döda hela i marken, men mark var dyrt, och de kristna var rädda för att gravarna skulle skändas så de köpte mark precis utanför gränsen till stadskärnan och grävde ut mängder med stora katakomber där de döda begravdes.

## Övergången till statsreligion och religionsfrihetens avskaffande
Med tidens gång blev fler och fler romare kristna, och även en stor del av överklassen. Detta innebar att förföljelserna inte längre var möjliga att upprätthålla och de upphörde med tiden. År 313 förklarade kejsar Konstantin den store kristendomen laglig, och de kristna kunde därmed verka öppet. Detta fick till följd att mängder med kyrkor byggdes under en kort tid över hela romarriket. Även kejsar Konstantin blev kristen.
Några av Konstantins efterträdare försökte avskaffa religionsfriheten för de kristna utan framgång. Istället inleddes tvärtom en utveckling mot att religionsfriheten avskaffades för andra, icke kristna religioner. Antalet kristna församlingar fortsatte att öka, medan hedendomen nu började förföljas. År 385 blev kristendomen statsreligion och andra religioner förutom kristendomen förbjöds i riket. Några decennier senare var romerska riket i princip kristet – det sista motståndet (från krafter inom den romerska staten) mot kristendomen nedkämpade kejsar Theodosius på 390‐talet. På 380-talet hade situationen således blivit omvänd då det var de kristna som börjar förfölja andra oliktänkande och riva ner flera tempel. År 392 lät Kejsar Theodosius den store som själv var kristen, avskaffa religionsfriheten och införde kristendomen som statsreligion. 
Kristendomens slutliga seger över de gamla religionerna cirka år 400 ska emellertid inte tolkas allt för bokstavligt. Förkristna trosuppställningar levde vidare parallellt med kristendomen lång tid därefter hos breda befolkningslager, inklusive många ämbetsmän. Det var vanligt att man kallade sig kristen samtidigt som man trodde på diverse onda andar med mera. Faktum är att kristendomen så småningom tog upp flera förkristna trosuppställningar. ”Goda demoner” blev till exempel änglar och onda andar, demoner m.m. som samarbetade med djävulen blev också en del i den kristna läran under medeltiden.
Kristendomens upphöjelse till statsreligion innebar att kejsarens roll ändrades, åtminstone ytligt. Från att i princip ha varit en gud blev kejsaren istället guds ställföreträdare på jorden. Kyrkan knöts därmed till staten och kejsaren/kejsarnas kontroll över kyrkan blev givetvis mycket stark. Något som fortlevde i många länder ända fram tills demokratins genombrott.

## Orsaker till kristendomens seger
Att Konstantin den store beviljade de kristna religionsfrihet hade enligt många forskare (åtminstone inte från början) inte så mycket med religiös övertygelse att göra, även om han lät döpa sig på dödsbädden. Efter att kejsardyrkan infördes fanns det hela tiden motstånd mot detta. Krafter inom framförallt den då maktlösa senaten ville återgå till dyrkan av de gamla gudarna. Detta motstånd fanns fortfarande kvar under Konstantins tid. I valet mellan kristendomen, de gamla religionerna och kejsardyrkan valde Konstantin den store kristendomen. Kritiska forskare anser att detta val ytterst enbart gjordes av cyniska realpolitiska skäl.
Helt klart är i alla fall att Konstantin den store gynnade de kristna även på andra sätt än att bevilja dem religionsfrihet. Han beviljade och finansierade bygget av den första Peterskyrkan. År 321 blev söndagen arbetsfri dag och korsfästelsen förbjöds som straff. Dessa åtgärder bidrog till att de krafter som efter Konstantins död ville återgå till den gamla ordningen fick mycket svårare att driva igenom sin vilja.
Sammanfattningsvis berodde kristendomens seger framförallt på att makthavarna av religiösa eller rent politiska skäl började gynna de kristna. Utan detta stöd hade man knappast gått segrande ur den religiösa strid som varade flera sekler.[källa behövs]